# Torsten Götz

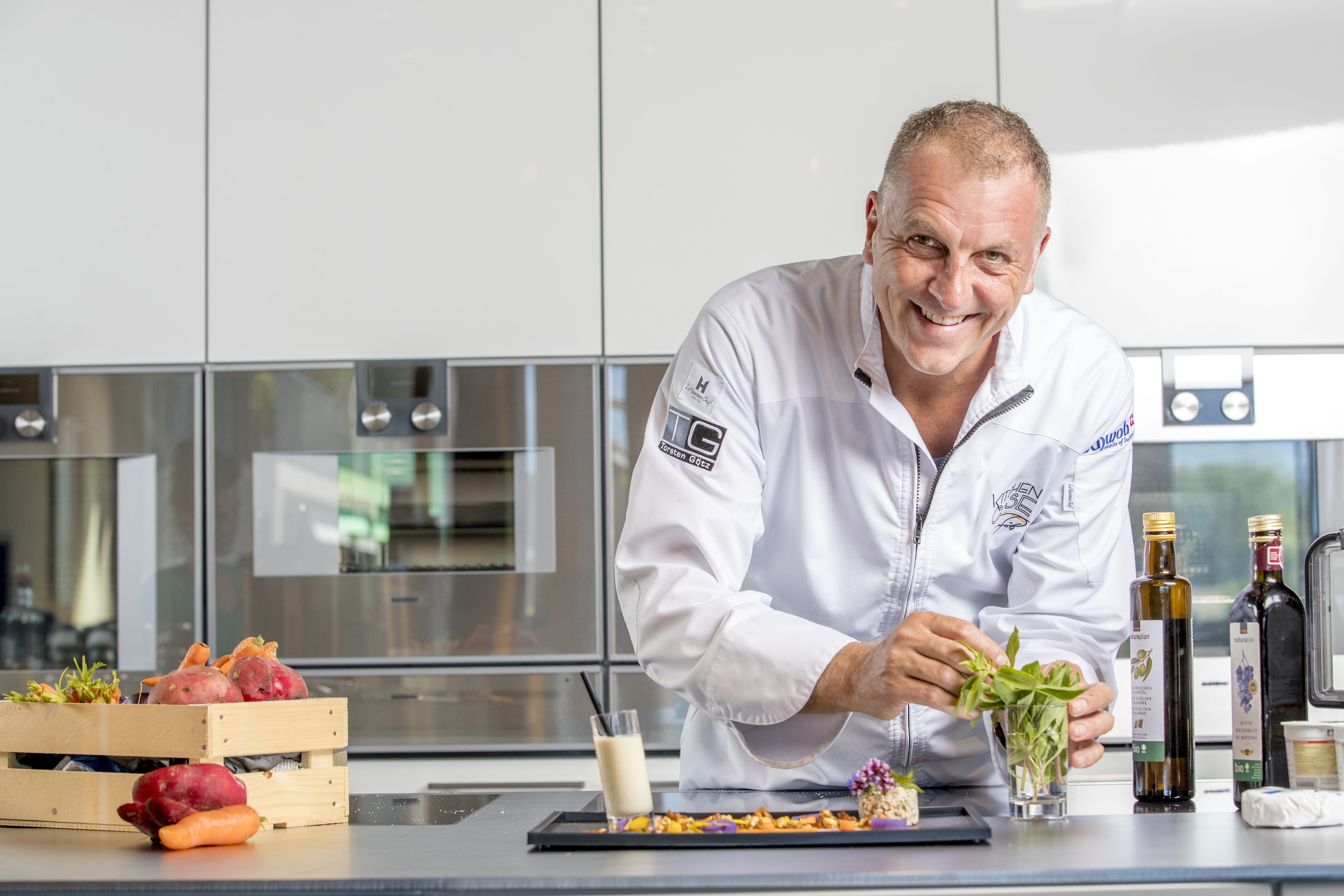
Torsten Götz

Torsten Götz (* 25. März 1968 in Wehr/Baden) ist ein deutsch-schweizerischer Koch, Gastronom und Fernsehkoch. Öffentlich bekannt wurde er u. a. durch Auftritte und Kochshows sowie durch das Mitwirken als Protagonist in den TV-Kochsendungen Ab in die Küche SRF1, Kitchen Case SAT1 Schweiz und Rübis+Stübis SRF1.

## Leben
Torsten Götz wuchs nahe der Schweizer Grenze im südbadischen Blumberg auf. Seine Kochlehre absolvierte er im Hotel „Sonnenhaus“ in Königsfeld im Schwarzwald. Er arbeitete danach unter anderem in diversen Relais & Chateau, Sternerestaurants sowie in verschiedenen Saisonhotels in Deutschland und in der Schweiz.
Einige Stationen waren
- Souschef im Restaurant „Langer’s Schlemmerstub’n“ in Obermaiselstein
- Souschef & Chef de Cuisine im Relais & Châteaux Landhaus Leick in Sprockhövel
- Executive Chef im „Hotel Adula & Spa“ in Flims
- Executive Chef im „Grand Regina & Alpin WellFit Hotel“ in Grindelwald
- Executive Chef im „Grand Hotel Residencia“ auf Grand Canaria
- Executive Chef im „Park Hotel“ in Vitznau
- Executive Chef de Cuisine im „Grand Hotel Victoria Jungfrau & Spa“ in Interlaken.

Seine Auslandstätigkeiten, Guest-Chef-Promotionen und -trainings führten ihn in internationale Häuser wie
- Ritz-Carlton Hotel „Millennia“ und
- „Hilton“ in Singapur
- „The Dusit Thani“ in Bangkok
- „The Dharmawangsa“ nach Jakarta
- „Al Bustan Palace Hotel“ nach Muscat
- „Evason Hideaway & Six Senses Spa“ in Hua Hin
- „Mandarin Oriental“ in Tokyo
- „Ekebergrestauranten“ Restaurant in Oslo
- „Ritz Carlton“ nach Hong Kong.

Nach zahlreichen Stationen rund um den Globus eröffnete Torsten Götz 2012 seine „Kulinarische Genuss-Werkstatt“ in Unterseen/BE. 2015 eröffnete er ein weiteres Kochstudio „TG Bekocht“ im Sabag Center in Ittigen/Bern.

## TV-Produktionen
Seit 2015 tritt Torsten Götz in 2 Staffeln, mit je 8 Sendungen in der „Schnellsten Kochshow“ der Schweiz Kitchen Case auf SAT 1 Schweiz auf.
2016 wurde er von Alexander Herrmann zur Teilnahme als Profikoch in der Staffel Kampf der Köche auf SAT.1 Deutschland eingeladen. Für das neue TV-Kochformat Rübis + Stübis auf SRF1 wurde Torsten Götz als Spitzenkoch engagiert.

## Auszeichnungen
- 2008/09 Gesunde Ernährung und Diätetik mit Zertifikat Hotelfachschule Weggis
- Langer`s Schlemmerstub`n 1 Stern Guide Michelin & 16 Punkte im Gault Millau
- Landhaus Leick 1 Stern Michelin & 16 Punkte im Gault Millau
- Hotel Adula & Spa 15 Punkte im Gault Millau
- Park Hotel Vitznau 16 Punkte im Gault Millau
- Victoria Jungfrau 16 Punkte im Gault Millau – Restaurant La Terrasse, 14 Punkte im Gault Millau – Restaurant Brasserie

## Coaching & Consulting
Torsten Götz bietet seit 2012 unter Coaching & Konzepte Fachwissen und F&B-Knowhow für Gastronomiebetriebe an.